# Peckhamia seminola
Peckhamia seminola là một loài nhện trong họ Salticidae.
Loài này thuộc chi Peckhamia. Peckhamia seminola được Willis J. Gertsch miêu tả năm 1936.